# 도키히사 쇼고
도키히사 쇼고(일본어: 時久 省吾, 1984년 4월 15일 ~ )는 일본의 전 축구 선수이다.

## 구단 경력
과거 방포레 고후, 기라반츠 기타큐슈, FC 기후에서 활동하였다.